# 飯野海運
飯野海運株式会社（いいのかいうん、英: IINO KAIUN KAISHA, LTD. 略: IINO LINES）は海運業と不動産業を営む日本の株式会社である。

## 概要
1899年（明治32年）、京都府北部の港湾都市である舞鶴で創業した。海運業においては英文表記「IINO KAIUN KAISHA, LTD.」より「IINO」「IINO LINES」「IKK」として知られている。
当社およびグループ企業において、資源・エネルギー輸送を主力とする海運業（外航海運業、内航・近海海運業、共有船を含めると101隻）と、本社が所在する飯野ビルディングなどのオフィスビル（共有を含め5棟）賃貸を主力とする不動産業を両輪とした事業展開をしている。
海運業では、ケミカル船、液化ガス船を含めた不定期船タンカー事業が中心である。中東と中国を結ぶトレードを得意としており、3万3000トンdwtのステンレスタンカーをこのトレードに張り付けて運航している。
不動産業では、都心五区に賃貸ビルを保有しているほか、「イイノホール」を運営する。
その他の事業として、映像製作やフォトスタジオ運営を手がけるイイノ・メディアプロがある。

## 沿革
- 1899年7月 - 飯野寅吉が京都府舞鶴に飯野商会を創業する。
- 1918年12月 - 飯野商事株式会社を設立する。
- 1922年4月 - 主に海運業を営む飯野汽船株式会社を設立する。
- 1941年3月 - 飯野商事株式会社と飯野汽船株式会社を合併し、社名を飯野海運商会株式会社に変更する。
- 1944年4月 - 社名を飯野海運株式会社に変更する。
- 1949年5月 - 東京証券取引所に上場する。
- 1951年 - 定期航路の運航を開始する。
- 1953年3月 - 飯野不動産株式会社を設立する。
- 1960年10月 - 飯野ビルディングが竣工し、館内に「イイノホール」を開業する。
- 1963年10月 - 千代田石油株式会社を設立する。
- 1964年3月 - 定期航路事業を分離する（→飯野汽船→後に川崎汽船に吸収）。
- 1974年3月 - イイノマリンサービス株式会社を設立する。
- 1979年12月 - 泰邦商事株式会社を設立する。
- 1983年7月 - 泰邦マリン株式会社を設立する。
- 1986年11月 - 光洋汽船株式会社を買収する。
- 1987年 - イイノビルメインテナンス株式会社を設立する。
- 1989年8月 - パナマにLodestar Navigation S.A.を設立する。
- 1995年2月 - 飯野システム株式会社を設立する。
- 1997年
  - 1月 - パナマにShin Tonami Shipping S.A.を設立する。
  - 5月 - 株式会社イイノメディア・プロを設立する。
  - 10月 - 飯野不動産と合併する。
- 1999年10月 - 泰邦商事をイイノエンタープライズ株式会社に改称する。
- 2000年2月 - イイノビルメインテナンスをイイノ・ビルテック株式会社に改称する。
- 2002年7月 - コンビニエンスストアー事業会社ジャストスポットを新鮮組に売却する。
- 2004年4月 - ロンドンにIINO UK LTD.を設立する。
- 2005年 - 三井物産、QATAR SHIPPING COMPANY と合弁で QIM TRANSPORT INC. を設立する。
- 2006年
  - 4月 - 小型ガスタンカー部門を分社し、イイノガストランスポートを設立する。
  - 7月 - 日本土地建物とともに開発にあたった汐留芝離宮ビルディングが竣工。
- 2007年11月 - 飯野ビルの建替えに伴い、本社を東京都港区芝公園1-7-13の芝大門フロントビルに移転する。
- 2009年10月 - 名古屋証券取引所、札幌証券取引所の上場を廃止する。
- 2013年10月 - 飯野ビルの建替え工事が竣工し、本社を同ビルに移転する。
- 2023年6月 - 福岡証券取引所の上場を廃止する。

## イイノホール

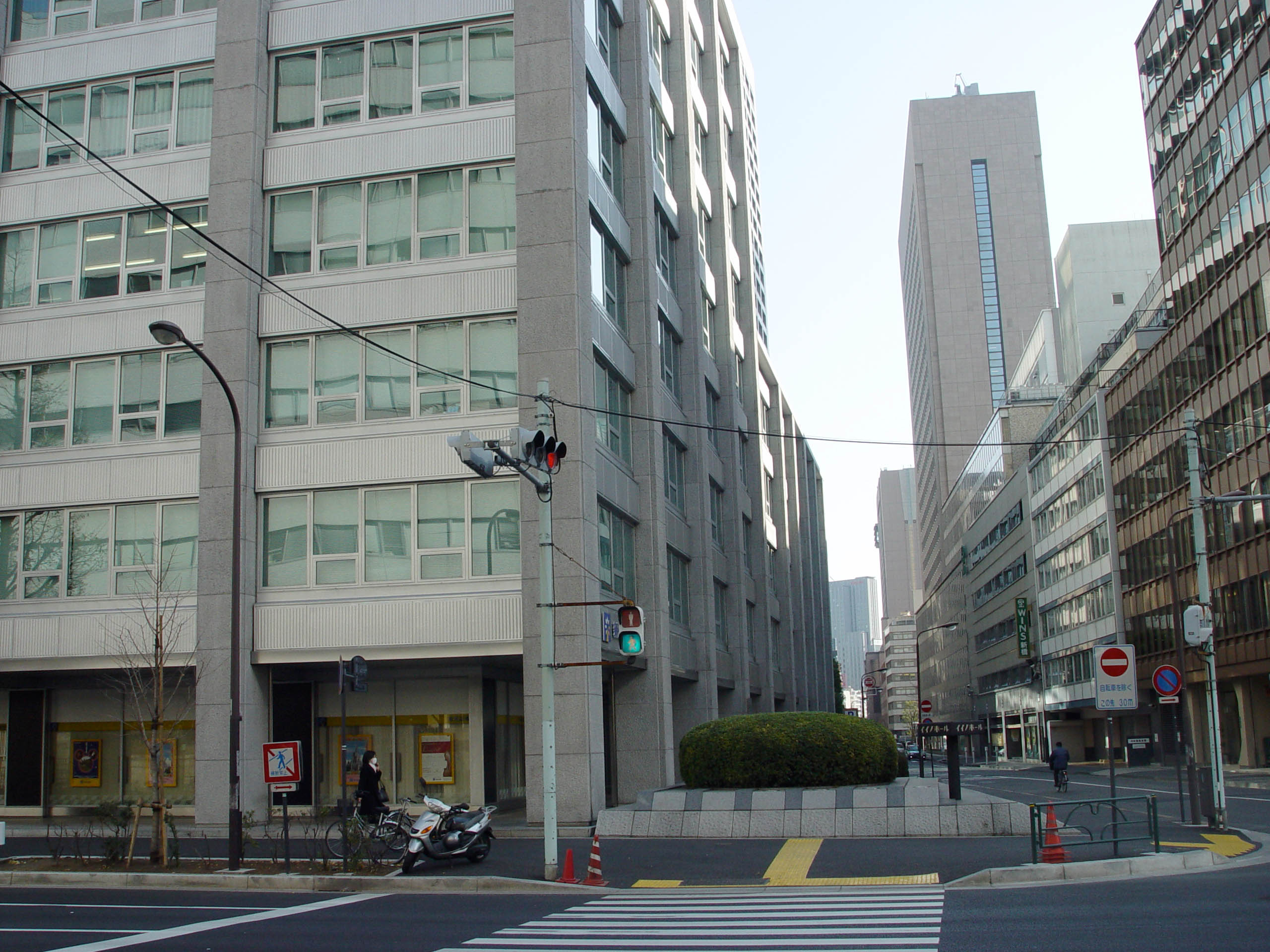
旧イイノホールの入口

イイノホールは、本社のある飯野ビルディング内に所在する多目的ホールである。主に試写会やセミナー、舞踊発表会などに使用されている。また、落語の公演も数多く行われていることで知られる。
飯野ビルの建替えに伴い、2007年（平成19年）10月末日をもって一旦閉館したのち、2011年（平成23年）秋に建て替えられた飯野ビルディング内に改めて開館した。

## 関連会社
グループ会社は70社あり、うち連結子会社は57社である。
以下に代表的なものを挙げる。
- イイノマリンサービス - 海運業
- イイノガストランスポート - 海運業
- 合同船舶工業 - 海運業
- イイノ・ビルテック - 不動産業
- イイノマネジメントデータ - 情報通信業
- イイノビジネスサービス - 保険業
- イイノエンタープライズ - 海運関連
- 泰邦マリン - 海運関連
- 飯野システム - 情報通信業（グループ内の基幹業務など）
- イイノ・メディアプロ - メディア関連